# Jean-François Mas
Jean-François Mas, né le 7 juin 1946 à Paris et  mort le 14 août 2005 à Bordeaux, est un pilote de rallyes et de courses de côte français.

## Biographie
Il participa également aux 24 Heures du Mans en 1976, comme pilote suppléant pour l'écurie Alméras.

## Palmarès

### Titres
- Champion de France du Groupe 3 des rallyes: 1975, sur Porsche 911 Carrera RSR Alméras;
- Champion de France de course de côte du Groupe 1: 1974, sur Opel Commodore GSE;
- Vainqueur du Groupe 1 du Critérium des Circuits de courses de côte (et second du classement général final): 1973, sur Hemicuda 6752 WK 75 à moteur Hemi, comme pilote officiel de l'écurie Chrysler France (après une saison 1972 sur BMW 2002 Ti);

### Victoire en championnat de France des rallyes
- Rallye Bayonne - Côte basque: 1976, avec Maurice Gélin sur Porsche Carrera RSR Alméras;

### Podiums en championnat de France des rallyes
- 2e du Tour de France automobile en 1975, avec M. Célérier (1er du Groupe 3, sur Porsche Carréra Alméras);
- 3e du Critérium de Touraine en 1975;
- 3e de la Ronde Cévenole en 1975;

### Autres victoires
- Rallye Bayonne - Côte basque: 1975, avec Gilbert sur Porsche Carrera RSR Alméras;
- Rallye du Limousin: 1974 et 1976, sur Porsche Carrera.